# Université Creighton
L'université Creighton (en anglais : Creighton University) est une université américaine située à Omaha dans le Nebraska.

## Historique
Fondé en 1878 sous le nom de Creighton College, l'établissement porte le nom de Edward Creighton (en), un homme d'affaires américain.

## Source
- (en) Cet article est partiellement ou en totalité issu de l’article de Wikipédia en anglais intitulé « Creighton University » (voir la liste des auteurs).